# Ctenophora festiva
Ctenophora festiva är en tvåvingeart som beskrevs av Johann Wilhelm Meigen 1804. Ctenophora festiva ingår i släktet Ctenophora och familjen storharkrankar. Inga underarter finns listade i Catalogue of Life.

## Bildgalleri

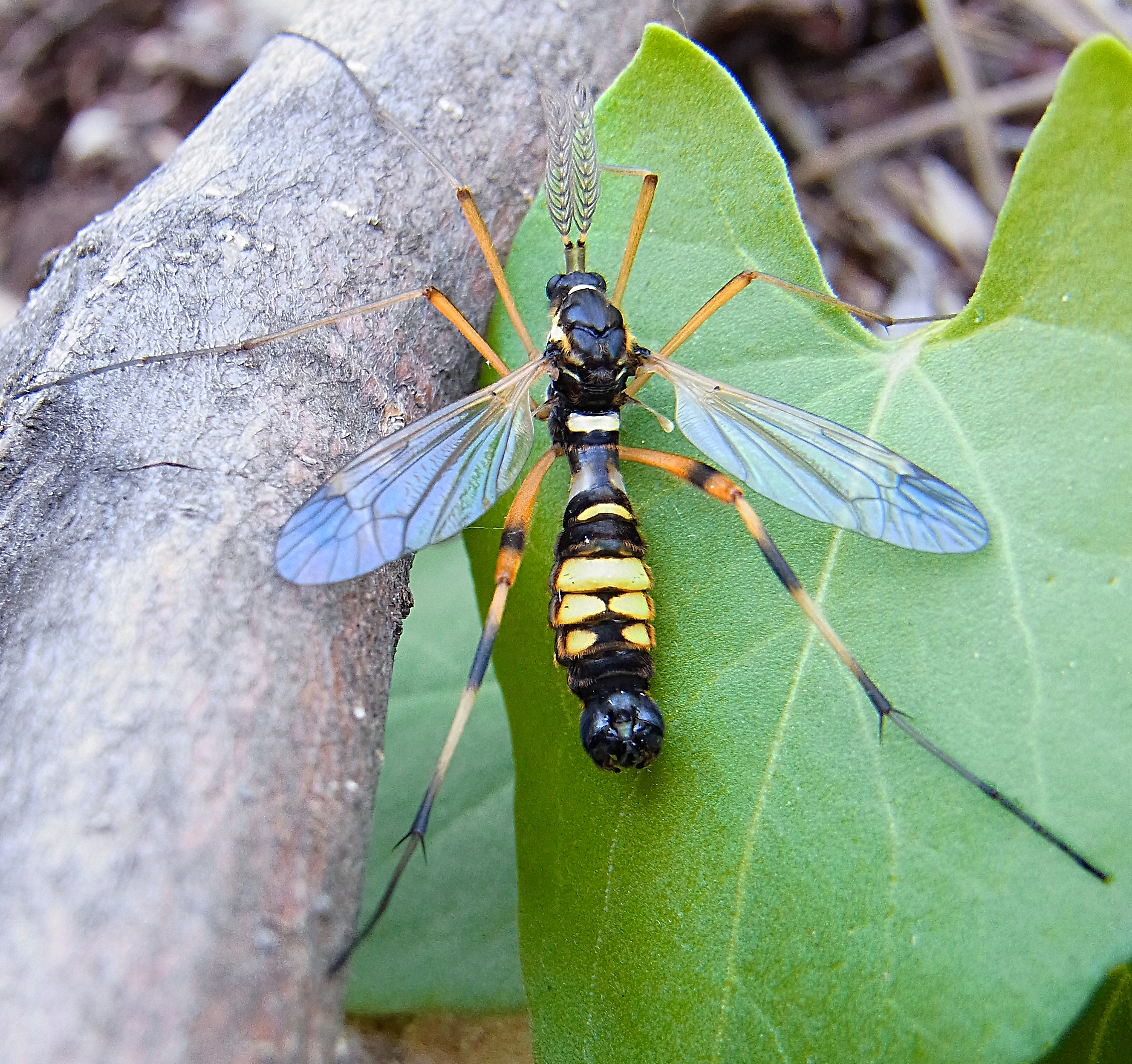
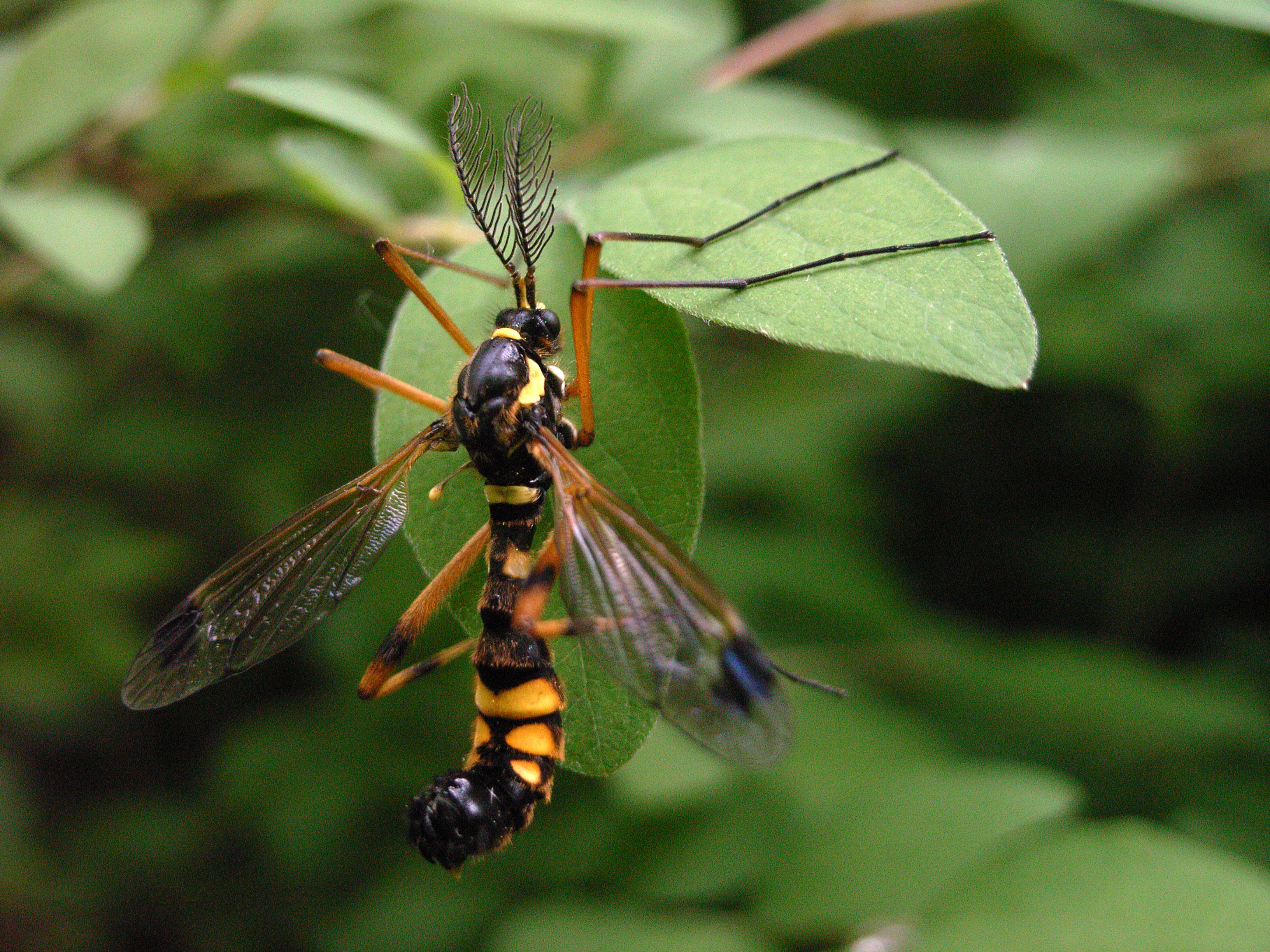